# AS Moulins
Die Association Sportive Moulins Football 03 Auvergne war ein französischer Fußballverein aus Moulins, einer Stadt im Département Allier in der Region Auvergne-Rhône-Alpes.

## Geschichte
Gegründet wurde die ASM 1927. Die Vereinsfarben waren Blau und Weiß; die Ligamannschaft spielte im Stade Hector Rolland, das eine Kapazität von 3.500 Plätzen aufweist. Im Sommer 2016 ging der Verein in die Insolvenz. Eine Fangruppe und ehemalige Mitglieder gründeten mit dem Académie Sportive Moulins Football einen Nachfolgeverein, welcher 2018/19 in der National 3, also auf der fünfthöchsten Ligenstufe, spielt.

### Ligazugehörigkeit
Profistatus hatte Moulins nie besessen und auch noch nicht erstklassig (Division 1, seit 2002 in Ligue 1 umbenannt) gespielt. Vor seiner Auflösung pendelte die erste Mannschaft nahezu saisonweise zwischen dritter und vierter Liga, in die er 2012 erneut abgestiegen war.

## Erfolge
- Französischer Meister: bisher Fehlanzeige
- Französischer Pokalsieger: bisher Fehlanzeige